# Ottokar Czernin
Ottokar Czernin, greve von und zu Chudenitz, född 26 september 1872, död 4 april 1932, var en österrikisk politiker.
Czernin blev 1903 medlem av böhmiska lantdagen och 1912 av herrehuset på livstid. Han stod den 1914 mördade tronföljaren Franz Ferdinand nära. Czernin hade i sin ungdom gjort diplomattjänst och utnämndes 1913 till minister i Bukarest där han kvarstannade, till Rumänien förklarade Österrike-Ungern krig under första världskriget. 1916 blev han Stephan Buriáns efterträdare som utrikesminister och kvarstod som sådan till 14 april 1918. Under hans medverkan, men mycket mot hans vilja, slöts den hårda freden i Brest-Litovsk. Czernin avgick, då han insåg, att situationen för landet var hopplös. Förändringen vidtogs för att bereda plats för någon som inte varit delaktig i första världskrigets politik. Czernin lämnade i mars 1924 det politiska livet och drag sig tillbaka till sina gods i Böhmen. Han har utgivit Im Weltkriege (1919).